# 亞歷山大衰到家
《亞歷山大衰到家》（英語：Alexander and the Terrible, Horrible, No Good, Very Bad Day）是一部2014年上映的美國喜劇電影，由米奎爾·阿特塔執導，羅伯·李柏編劇；其劇情內容大致改編自美國作家茱蒂絲·佛伊奧斯特於1972年所出版的同名童書。本片由史提夫·卡爾、珍妮佛·嘉納與艾德·奧克森博爾德等人主演，薛恩·李維與莉莎·韓森等人監製，並由華特迪士尼影業、21圈娛樂與吉姆韓森影業聯合製作；北美地區的上映時間為2014年10月10日。本片獲得褒貶不一的評價，但在票房收入上相當成功。

## 劇情
故事的主角亞歷山大·庫柏（Alexander Cooper）是一位平凡的12歲小男孩。他與哥哥安東尼（Anthony）、姐姐艾蜜莉（Emily）、弟弟崔佛（Trevor）、任職於出版社的媽媽凱莉（Kelly）與待業中的太空工程師爸爸班（Ben）居住在加州洛杉磯都會區。
某天亞歷山大在學校經歷了一連串倒楣的遭遇，先是不小心燒掉了他的暗戀對象貝琪·吉布森（Becky Gibson）的筆記本，隨後又得知他所有的朋友均因要參加另一位同學菲利浦·帕克（Philip Parker）舉辦的派對而不會出席他隔天的生日會，接著又未能在課堂的學期報告中選擇到理想的報告主題。回到家後，亞歷山大因為覺得沒有家人在乎他的煩惱，因此他暗自許願希望所有家庭成員都過上一天倒楣透頂的日子。
翌日早晨，亞歷山大起床後發現他所許的願似乎應驗了：首先是他的父母睡過了頭；姊姊艾蜜莉當天有一場舞台劇演出卻患上感冒；哥哥安東尼發現原定當天晚上與他一同出席畢業舞會的女朋友西莉亞（Celia）不再理睬他。隨後趕忙上班的凱莉又發現車子的電池沒電，無法發動；班則被迫要帶著年幼的崔佛去參加一間遊戲公司的面試。在學校，亞歷山大發現菲利浦的派對取消了，所以他的所有朋友將會出席他的生日會。凱莉到達公司後發現甫出版的童書上有著令人尷尬的拼字錯誤，因此急忙趕往阻止著名演員迪克·凡·戴克的童書朗讀會。班的面試公司雖然對他的履歷感到印象深刻，但最終決定再行考慮。與此同時，安東尼成功挽回了西莉亞，卻因過度興奮而無意間砸毀了學校的獎座櫃，因而被留校察看。
凱莉雖然順利抵達朗讀會現場，但未能阻止迪克·凡·戴克朗讀錯誤版本的童書；後者因此覺得被出版社羞辱而報了警。此時班為艾蜜莉購買了咳嗽糖漿以緩解其感冒症狀，隨後又載著安東尼前去機動車輛監理處考取駕照，但他不僅沒有通過駕照考試，還把車子撞得殘破不堪。一行人接著趕往觀賞艾蜜莉的演出，但後者卻因服用了過量的咳嗽糖漿而造成舞台劇以失敗收場。演出結束後，班的面試公司聯絡他，表示希望再次見面；他們於是約在一間日本料理餐廳會面。庫柏一家接著前往餐廳；會面過程中班的衣服不慎著火，造成場面十分尷尬。家人安慰了班，表示無論生活有多倒楣，只要全家在一起就無妨。安東尼隨後亦認識到家人的重要性，因而決定不再與西莉亞出席舞會。
庫柏一家回到家中，亞歷山大這才驚喜地發現班與凱莉共同為他策畫了一個以澳洲小型動物園為主題的生日派對。故事結尾，班與凱莉分別接獲好消息：前者獲得了遊戲公司錄用，後者則得知名人朗讀會獲得廣大迴響，童書的銷量因而大增。最後，亞歷山大許願希望一家人共同分享更多這樣的日子。

## 演員表
- 艾德·奧克森博爾德飾 亞歷山大·庫柏[5]
- 史提夫·卡爾 飾 班傑明·「班」·庫柏，亞歷山大的父親[6]
- 珍妮佛·嘉納 飾 凱莉·庫柏，亞歷山大的母親[6]
- 迪倫·明奈特 飾 安東尼·庫柏，亞歷山大的哥哥[1]
- 凱莉絲·多爾希（英语：Kerris Dorsey） 飾 艾蜜莉·庫柏，亞歷山大的姐姐[1]
- 貝拉·索恩 飾 西莉亞，安東尼的女友[6]
- 席妮·富爾莫（Sidney Fullmer） 飾 蕾貝卡·「貝琪」·吉布森，亞歷山大的暗戀對象
- 梅根·穆勒利（英语：Megan Mullally） 飾 妮娜，凱莉的上司[7]
- 唐納·葛洛佛 飾 葛瑞格（Greg），面試公司人員[8]
- 珍妮佛·克莉姬 飾 喬安·薩格斯（Joan Suggs），安東尼的駕照監考官[7]
- 迪克·凡·戴克（英语：Dick Van Dyke） 飾 他自己
- 林肯·梅赫勒（Lincoln Melcher） 飾 菲利浦·帕克
- 伯恩·戈曼 飾 馬爾克·布蘭德（Marc Brand），艾蜜莉的戲劇指導老師

## 製作
2011年時，二十世紀福斯便已有將童書《亞歷山大衰到家》改編為電影的想法；該片劇本由羅伯·李柏（Rob Lieber）撰寫，並將由莉莎·裘洛丹柯執導，薛恩·李維所屬的21圈娛樂與莉莎·韓森的吉姆韓森影業共同製作。史提夫·卡爾於2012年4月加入演出陣容，飾演亞歷山大的父親。2012年，福斯影業據傳因「對預算感到不滿」而放棄了該片的製作；華特迪士尼影業隨後於同年10月接手。2013年2月時，裘洛丹柯已辭去導演工作；一個月後有消息稱迪士尼已在與米奎爾·阿特塔洽談接任導演一事。
2013年4月，迪士尼與珍妮佛·嘉納商談出演亞歷山大母親一角的事宜。2013年6月，迪士尼將本片上映日定於2014年10月10日，同時確認了卡爾與嘉納將會飾演亞歷山大的雙親。同月，迪士尼宣布將由澳洲童星艾德·奧克森博爾德飾演亞歷山大。2013年7月，貝拉·索恩確定將會演出亞歷山大哥哥的女朋友一角。喬爾·強斯頓（Joel Johnstone）、梅根·穆勒利與珍妮佛·克莉姬則於一個月後加入演出陣容。
主體拍攝於2013年8月19日展開。全片皆於洛杉磯地區取景，背景則包括帕薩迪納、亞凱迪亞與聖費爾南多谷等地。拍攝工作持續至同年10月底。

## 發行
本片於2014年10月6日在洛杉磯的埃爾卡皮坦劇院舉行首映，隨後於10月10日在全美正式上映。

### 家庭媒體
華特迪士尼工作室家庭娛樂於2015年2月10日發行了《亞歷山大衰到家》一片的藍光光碟與DVD，並於發行後第一週登上家庭光碟銷售量的首位。

## 反應

### 票房
《亞歷山大衰到家》在北美的總票房為6,700萬美元，其他地區的票房收入為3,440萬美元，總票房收入則為1億零140萬美元。以北美地區而言，本片在上映首日的票房收入為520萬美元，上映後首個週末的票房收入則為1,830萬美元，成為當週票房第三高的電影（僅次於《控制》與《德古拉：永咒傳奇》）。上映後個第二週末，本片的票房表現跌至第四位，票房收入則增加了1,140萬美元；第三個週末，本片再度下跌至第七位，當週收入則為710萬美元；第四個週末，本片名次又下跌了一名，收入為650萬美元。

### 評價
《亞歷山大衰到家》一片獲得褒貶不一的評價。電影評論網站《爛番茄》根據108篇評論給予本片61%的新鮮度，平均分數為5.8/10；其主流評價寫道：「《亞歷山大衰到家》一片除營造歡樂外別無其他目標，雖然是部容易讓人忘記的電影，但總體而言仍算的上是不錯的家庭消遣。」 使用加權平均評價系統的評論網站《Metacritic》根據28篇評論在滿分100分中給予本片54分的評價，整體而言屬「褒貶不一或平庸的電影」。
美國娛樂報紙《好萊塢報導》的影評人陶德·麥卡錫給予本片正面的評價，表示「《亞歷山大衰到家》一片的成果本有可能比現在狀況更糟。」《明星紀事報》的影評人史戴芬·惠提（Stephen Whitty）則在總分四顆星中給予本片三顆星的評價，同時評論道：「阿特塔善用了人際社交中的尷尬時刻使本片成為一部上乘的真人家庭喜劇電影。」。電影網站《TheWrap》的評論員阿朗索·杜拉德給了本片負面評價，表示「這些角色應該要遭遇更多的倒楣事才對得起電影名稱。」。《山谷之聲》的評論家雪莉林·康奈利（Sherilyn Connelly）同樣給予本片負面評價，表示「本片在任何可能搞砸的事上都搞砸了，而雖然確實有些段落拍得不錯，但米奎爾·阿特塔執導的喜劇片過度仰賴性別羞辱的笑話。」。《紐約郵報》的凱爾·史密斯（Kyle Smith）在總分四顆星中給了本片1.5顆星的評價，評論道：「一連串令人惱火的事件是否可以拍成電影？答案是可以的，結果就是令人惱火的「《亞歷山大衰到家》。」。《西雅圖時報》的約翰·哈特爾（John Hartl）在總分四顆星中給予本片2.5顆星，評價道：「本片實在太過無厘頭，就敘事觀點來說幾乎毫無道理可言，但在使觀眾捧腹大笑這點上本片在多數時候是成功的。」。《影音俱樂部》的凱蒂·里佛（Katie Rife）給予本片乙等評價，認為「在幽默的編劇與出色的卡司陣容加持下，《亞歷山大衰到家》是一部溫馨且品質不錯的兒童電影。」。《亞利桑那共和報》的比爾·古蒂庫恩茨（Bill Goodykoontz）在總分五顆星中給予本片三顆星的評價，表示：「看來本片不算是太糟，但也與片名不太吻合。」。

## 原聲帶
2014年4月1日，迪士尼聘請克里斯多福·貝克為電影製作配樂。華特迪士尼唱片於2014年10月7日發行電影原聲帶的迷你專輯。
| 曲序 | 曲目                                                                   | 演出者                                         | 时长 |
| ---- | ---------------------------------------------------------------------- | ---------------------------------------------- | ---- |
| 1.   | Hurricane                                                              | 凡普斯樂團                                     | 3:17 |
| 2.   | Best Worst Day Ever                                                    | 凱莉絲·多爾希與賈斯汀·多爾希（Justine Dorsey） | 3:35 |
| 3.   | We Are the Ones (Own the World)                                        | 查爾斯·威廉（Charles William）                 | 3:08 |
| 4.   | Surf Surf Don't Drown                                                  | 獨角鯨樂團                                     | 3:27 |
| 5.   | Perfect World                                                          | IDK & The Whatevs                              | 3:06 |
| 6.   | Suite from Alexander and the Terrible, Horrible, No Good, Very Bad Day | 克里斯多福·貝克                                | 3:20 |

## 外部連結
- 官方网站 at Disney.com
- 互联网电影数据库（IMDb）上《Alexander and the Terrible, Horrible, No Good, Very Bad Day》的资料（英文）
- Box Office Mojo上《Alexander and the Terrible, Horrible, No Good, Very Bad Day》的資料（英文）
- 爛番茄上《Alexander and the Terrible, Horrible, No Good, Very Bad Day》的資料（英文）
- Metacritic上《Alexander and the Terrible, Horrible, No Good, Very Bad Day》的資料（英文）